# 認知模型
认知模型（英語：Cognitive model）是对动物（主要是人类）认知过程的近似，人们可以透過这种方式理解认知过程并基于此进行一些预言。無論是否在認知架構的条件下，我們均能夠建立认知模型，尽管这两种情况并不容易区分。 
与认知架構不同，认知模型倾向于關注单一认知现象或过程（例如，列表学习），多个认知过程是如何互動（例如，视觉搜索和决策），或是对特定任务或工具（例如，安装新的套裝軟體會如何影响生产率）做出行为预测。认知架構則傾向專注於建模系统的结构特性，并有助于約束认知架构内认知模型的开发。同样地，認知模型的开发有助于了解認知架構的局限性及不足之处。在认知模型中，最流行的一些架构包括ACT-R、CLARION和Soar。

## 历史
认知模型是从認知心理學及认知科学发展而来（包括人因工程学），而机器学习和人工智能领域也提供了一些貢獻。认知模型的类型很多，范围涵蓋了方框和箭头图、方程組，以及與「人類所用的同類工具」互動的軟體程序（如電腦滑鼠和鍵盤） 。

## 方框箭頭模型
言語病理學家在治療兒童患者時，通常會使用許多關鍵術語來描述言語的知覺、儲存和產生。輸入信號指的是兒童所聽到的語音信號，通常假設輸入信號來自成年的發聲者。輸出信號指的是兒童所發出的言語。在輸入信號到達和輸出信號產生之間，這中間所發生的不可見的心理事件為心理語言學模型關注的焦點。處理輸入信號的事件稱為輸入過程，而處理言語產生的事件稱為輸出過程。言語處理的某些部分被認為是線上發生的——也就是說，它們發生在言語的實際感知或產生過程中，因此需要分配一定的注意力資源來完成言語任務；其他過程則被認為是離線進行，是兒童背景心理處理的一部分，而非在專注於言語任務的期間進行。在這個意義上，線上處理有時被定義為即時發生，而離線處理被稱為無時間限制的（Hewlett, 1990）。在方框箭頭心理語言學模型中，每一個假設，其表徵的或處理的級別都可以在圖表中用“方框”來表示，它們之間的關係用“箭頭”來表示，故得此名。有時如本文後面描述的Smith（1973）和Menn（1978）的模型中那樣，箭頭表示方框中所示過程以外的過程。這種模型以類似計算機流程圖用以描述計算機程序執行過程和決策的方式，明確規定了在特定認知功能（如語言）中進行的資訊處理活動的假設。方框箭頭模型在描述的「不可見的心理過程數量」上相差甚遠，因此在它們包含的方框數量上也有很大的不同。有些在輸入和輸出信號之間只有一兩個方框（例如，Menn, 1978; Smith, 1973），而另一些情況則有多個方框，代表許多不同資訊處理事件之間有著複雜關係(例如Hewlett, 1990; Hewlett, Gibbon, & Cohen- McKenzie,1998; Stackhouse & Wells, 199）。然而，最重要的方框，也是許多正在進行的爭論的來源，代表潛在的表徵（underlying representation，UR）。本質上，一個潛在的表徵充分體現了儲存在兒童心裡所知道及所使用的單字資訊。如下面幾個模型的描述所示，這種資訊的性質以及在兒童知識庫中所呈現的表徵類型，已經引起了研究者的注意。(Elise Baker et al. Psycholinguistic Models of Speech Development and Their Application to Clinical Practice. Journal of Speech, Language, and Hearing Research. June 2001. 44. p 685–702.）

## 計算模型
計算模型是計算科學中的數學模型，需要大量的計算資源，透過計算機模擬來研究複雜系統的行為。研究的系統通常是複雜的非線性系統，不易獲得簡單直觀的解析解。該模型並非推導出問題的數學解析解，而是透過改變計算機中的系統參數的實驗過程，並研究結果的差異來得到解答。模型的操作理論可以從這些計算實驗中推導出來。常見計算模型的例子有天氣預報模型、地球模擬器模型、飛行模擬器模型、分子蛋白質摺疊模型和神經網路模型。

### 符號
以字符（通常是非數字）表示，使用前需要先對其翻譯。

### 次符號
若非由依次表徵的實體所構成（例如像素，耳朵所感知的聲音，信號取樣），則可以把神經網路中的次符號單位看作此類特殊情況。

### 混合
混合計算機是同時具有類比計算機和數位計算機特徵的計算機。通常，數位元件會作為控制器並提供邏輯操作，而類比元件則作為微分方程的解答器。詳見混合智能系統。

## 動態系統
在傳統的計算方法中，表徵被看作是離散符號的靜態結構。認知是透過將靜態符號結構轉換成離散、序列的步驟來實現的。感覺資訊被轉換成符號輸入，而符號輸入產生符號輸出，符號輸出又可被轉換成運動輸出。整個系統在一個持續的循環中運行。
這種傳統觀點的不足之處在於，人類的認知會連續、即時地發生。將流程分解為離散時間的步驟可能無法完全體現這種行為。另一種方法將系統定義如下
1. 在任何給定時間系統的狀態
2. 行為，定義為整體狀態隨時間的變化
3. 狀態集或狀態空間，表示系統可能處於的全部狀態[2]

系統的特徵在於，任何方面的系統狀態變化，都取決於同個系統或其他系統在其他方面的狀態。
典型的動態模型是由幾個描述系統狀態隨時間變化的微分方程來形式化的，從而形成了可能軌跡的空間形式，以及形成隨著時間而展開的特定軌跡的內外力，具有解釋性，而不是體現這一動態的潛在機制的物理性質。在這種動力學觀點上，參數輸入改變了系統的內在動力學，而不是指定一個內部狀態來描述一些事件的外部狀態。

### 早期動態系統

#### 聯想記憶
在Hopfield神經網路模型中，可以發現早期將動態系統應用於認知的成果。這些網路被提議作為聯想記憶的模型。它們代表記憶的神經層次，模擬了大約30個神經元的系統，這些神經元可以處於打開狀態或關閉狀態。透過讓網路自行學習，就能夠自然產生結構和計算屬性。與過去的模型不同，只需輸入整體記憶的一小部分，即可形成和調用這些記憶。記憶的時間順序也可以被編碼。系統的行為是以數值可變的向量來建模，這些數值代表了系統所處的不同狀態。這個早期的模型是朝著人類認知的動態系統觀邁出的重要一步，儘管許多細節有待補充，更多現象有待解釋。

#### 語言習得
考慮到人類神經系統的演化發展以及大腦與其他器官的相似性，埃爾曼（Jeffrey Elman）建議將語言和認知視為動態系統，而非數位的符號處理器。埃爾曼所實現的這種神經網路稱為埃爾曼網路。靜態詞彙項和語法規則會根據固定規則學習，然後才被運用，不過在動態系統的觀點中，並非將語言視為這些靜態詞彙項與語法規則之集合，而是將詞彙定義為動態系統中的狀態空間區域。語法由吸引子和排斥子組成，它們會約束著狀態空間中的運動。這意味著上下文脈絡對於表徵有著敏感性，而心理表徵被看作是穿梭在心理空間的軌跡，並非構造出來又保持靜止的物體。用簡單句子訓練埃爾曼網路，便能夠將語法表示為一個動態系統。一旦掌握了基礎語法，這些網路就可以根據動態模型預測下一個出現的單詞來解析複雜的句子。

#### 認知發展
已在動態系統的背景下，對經典的發展錯誤展開研究：AB位置錯判（A-not-B error）被認為在特定年齡（8到10個月大）內發生的錯誤並非確真的錯誤，而是動態學習過程的一個特徵，而這些特徵也同樣存在於較大的孩子身上。在尋找藏在沙箱中的玩具時，也發現了2歲兒童犯了類似於AB位置錯判的錯誤。讓2歲的孩子觀察到藏在位置A的玩具並重複搜索多次之後，向其展示藏在新位置B的玩具。當他們尋找玩具時，他們傾向於搜索A附近的位置，這表明，隨著時間的推移，玩具的位置會不斷變化。而過去的行為影響了孩子如何對沙箱位置建模。因此，對行為和學習的描述必須考慮「沙箱與孩子過去行為」的系統是如何隨時間改變。

#### 移動
分析了連續時間的循環神經網路（CTRNN）之後，提出了一種動態系統機制。透過強調神經網路的「輸出」而不是狀態，並檢查完全互聯的網路，三神經元中央模式生成器（CPG）可表徵像是走路時的腿部運動這樣的系統。這個CPG包含三個運動神經元來控制足部、後擺和前擺。該網路的輸出表示腳是向上還是向下，以及施加多大的力來產生腿關節的扭矩。大部分時間下的神經元輸出非開即閉是該模式的特點。「準穩定狀態」是另一個特點，這意味著它們最終會過渡到其他狀態。像這樣的簡單模式產生電路被提議作為動態系統的基礎。同時從某準穩定狀態過渡到另一種準穩定狀態的神經元組，則被定義為動態模塊。這些模塊理論上可以組合成更大的電路，組成一個完整的動態系統。然而，這種結合如何發生的細節還沒有完全弄清楚。

### 現代動態系統

#### 行為動力學
這些應用於認知研究的動態系統，其現代形式化皆有所不同。其中一種稱為「行為動力學」，該形式化將代理和環境視為一對基於經典動力學系統理論的耦合動力學系統。在該形式化中，能夠由環境資訊得知代理改造環境的行為、動作。在知覺-動作週期的特定情況下，環境和代理的耦合由兩個函數形式化。第一個函數將代理的動作表徵轉換為特定的肌肉激活模式，進而在環境中產生力量。第二個函數將環境中的資訊（即反映環境當前狀態的代理感受器的刺激模式）轉換為可用於控制代理動作的表徵。其他類似的動力學系統已經提出（雖然沒有發展成一個正式的框架），其中代理的神經系統和身體與環境耦合在一起。

#### 適應性行為
行為動力學已應用於移動行為。其行為動力學建模表明，適應性行為可能來自於代理和環境的相互作用。根據此框架，適應性行為可以被兩個層次的分析所捕獲。在第一層次的知覺和動作上，代理和環境可以概念化為一對動態系統，由代理作用於環境的力量和環境提供的結構化資訊將其耦合在一起。因此，行為動力學會從代理-環境相互作用中浮現出來。在時間演化的第二個層次上，行為能夠以一個由向量場表徵的動態系統來表達。在這個向量場中，吸引子反映了穩定的行為解，而其中分歧現象反映了行為的變化。與之前對中央模式產生器的工作不同，該框架表明穩定的行為模式是代理-環境系統的一種浮現的、自組織的屬性，而不是由代理或環境的結構所決定。

#### 開放動態系統
在經典動態系統理論的拓展中，並非將環境和代理的動態系統彼此耦合，而是有個「開放動態系統」定義了「綜合系統」、「代理系統」以及將這兩個系統聯繫起來的機制。綜合系統是用於建模環境中的代理的動態系統，而代理系統則是用於建模代理的內在動態（即在缺少環境條件下的代理動態）的動態系統。重要的是，聯繫機制並沒有將兩個系統耦合在一起，而是不斷地將綜合系統修改為去耦合的代理系統。透過區分綜合系統和代理系統，可以研究代理與環境隔離時以及嵌入到環境中時的行為。這種形式化可以視為是來自經典形式化中的一種概括，其中，代理系統可以被視為開放動態系統中的代理系統，而環境以及與環境耦合的代理可以被視為開放動態系統中的綜合系統。

#### 體化認知
在動態系統和體化認知(Embodied cognition)之中，表徵可以被概念化為「指標物」(indicator)或「中介物」（mediator）。在指標物的觀點中，內部狀態攜帶著在環境中物體存在的資訊，其中系統在接觸物體期間的狀態是該物體之表徵。在中介物的觀點中，內部狀態則是攜帶著系統用於實現目標的環境資訊。在更複雜的描述中，系統狀態承載的資訊是介於「代理從環境中所獲取的資訊」以及「代理行為對環境所施加的作用力」之間。這邊討論了開放動態系統在四種經典的體化認知實例中的應用。
1. 環境和代理必須協同工作以實現目標的實例稱為「親密關係」。 其中一個典型例子是簡易代理為實現目標而工作的行為（例如，昆蟲在環境中移動）。 目標是否成功完全則取決於代理與環境的耦合。[17]
2. 相對於不使用外部構件，使用外部構件的實例改善了任務的表現。而這個過程被稱為「卸載」（offload）。其中一個典型例子是Scrabble玩家的行為：當人們在玩拼字遊戲的時候，如果字母牌擺於面前，並且允許在物理上操縱其排列方式，人們就能夠創造出更多的單詞。在本例中，Scrabble字母牌允許代理將工作記憶需求卸載到字母牌本身。[18]
3. 功能等效的外部構件取代了通常由代理在內部執行的功能，此為一種特殊卸載情形的實例。一個著名例子是人類（特別是代理Otto和Inga）無論是否在構件的幫助，都能在複雜環境中導航。[19]
4. 非單一代理的實例。單獨的代理是大型系統的一部分，包含了多個代理和構件。埃德溫·哈欽斯在他的書《野外認知》中闡述了一個著名的例子，也就是軍艦航行。[20]

這些範例的解釋依賴於以下邏輯：
1. 綜合系統包含了體化。
2. 單個或多個代理系統包含了單個代理的內在動力。
3. 代理的完整行為可被理解為代理內在動力之變化，而這與代理在環境中的情形相關。
4. 開放動態系統的路徑可被解釋為表徵的處理過程。

這些體化認知的實例表明了研究代理-環境系統的的浮現動力學以及代理系統的內在動力學之重要性。 動態系統並非與傳統認知科學的方法相衝突，而是這些方法的自然延伸，應該並行研究，而不是相互競爭。